# وودوارد (اکلاهما)
وودوارد(به انگلیسی: Woodward) شهری در ایالت اکلاهما کشور ایالات متحده آمریکا است که جمعیت آن در سرشماری سال ۲۰۱۰ میلادی، ۱۲٬۰۵۱ نفر بوده‌است.